# Суббота!
«Суббота!» — общероссийский развлекательный телеканал.
Начал тестовое вещание 15 декабря 2017 года. 1 января 2018 года вышел в основное вещание под названием «Супер», позиционируя себя как телеканал романтических комедий для семейного просмотра. Целевую аудиторию составляли зрители от 14 до 44 лет, а его ядро — молодые семьи с детьми.
1 февраля 2021 года в 5:00 по МСК телеканал сменил название на «Суббота!» по причине недостаточно высоких рейтингов. Целевая аудитория сменилась на женскую.

## История

### Супер (2017—2021)
Телеканал был создан выходцами из компании «Yellow, Black and White», выпускавшей рейтинговые юмористические передачи и сериалы для телеканала СТС. Руководители компании, Виталий Шляппо, Эдуард Илоян, Алексей Троцюк и Денис Жалинский, в течение нескольких лет предлагали холдингу «СТС Медиа» купить их компанию, однако каждый раз это предложение отклонялось.
После очередной неудавшейся сделки, осенью 2017 года руководство YBW приняло решение начать партнёрство с холдингом «Газпром-Медиа», в результате чего ушедшие из «Yellow, Black and White» сотрудники (более 100 человек) стали заниматься производством контента и его маркетингом для будущего телеканала. Специально для этого компания Solaris Promo Production купила у YBW контент, ранее произведённый для телеканала СТС. Именно этот контент должен был стать основой телеканала «Супер».
В рамках эксклюзивных договоров коллективу нового канала запрещалось сотрудничество с другими каналами и, тем самым, сотрудничество с СТС прекратилось после съёмок второго сезона сериала «Ивановы-Ивановы».
Незадолго до начала вещания «СТС Медиа» купила обратно у Solaris Promo Production свою видеотеку, и вместо неё «Супер» в первые месяцы вещания показывал зарубежные телесериалы и фильмы, мультсериалы, а также некоторые проекты ТНТ, среди которых «Деффчонки», «Филфак», «Сладкая жизнь», «Саша+Маша».
15 декабря 2017 года было запущено тестовое вещание телеканала на спутниках Ямал-401 (90 градусов в. д.) и ABS-2 (75 градусов в. д.). Затем телеканал получил первый пул частот в 8 городах России. 29 декабря, раньше назначенного срока, «Супер» был запущен в Москве, Санкт-Петербурге и Саратове на аналоговых частотах телеканалов ТНТ4 и ТВ-3.
1 января 2018 года состоялся официальный запуск телеканала. Рейтинг канала на старте оказался в десять раз меньше, чем показал два года назад другой канал холдинга — ТНТ4. «Супер» в первую неделю вещания смотрели в среднем по 3,5 тыс. зрителей 14-44 лет в сутки. В первые дни его работы вещание обходилось без рекламных блоков (вместо них шёл проморолик о новом телеканале). Коммерческая реклама появилась только с 15 января 2018 года.
Телеканал «Супер» поставил перед собой цель заполнить сетку вещания сериалами и передачами оригинального производства. 28 мая 2018 года «Супер» представил первый собственный проект — телесериал о футболе «Вне игры», а в сентябре состоялись премьеры скетчкома Андрея Бурковского «Смешное время» и телесериалов «Фитнес» и «Гранд» (спин-офф сериалов «Кухня» и «Отель Элеон»).
27 июля 2018 года телеканал получил ещё несколько аналоговых частот канала ТВ-3, а затем и собственных станций ТНТ. В планах телеканала было начать вещание более чем в 50 городах России.
20 мая 2019 года генеральным продюсером телеканала стала Ксения Собчак.
С осени 2020 года из-за падения доли канала до 0,8 % (вместо запланированного её увеличения до 2,5-3 %) руководителем канала вместо Эдуарда Илояна и остальной команды группы YBW является генеральный директор телеканала «Пятница!» Николай Картозия. Тестирование экспериментальной сетки канала и расширение дистрибуции с декабря 2020 года позволили увеличить долю канала на 66 %, также усилилось рекламное партнёрство с банками и производителями товаров народного потребления.

### Суббота! (2021—настоящее время)
1 февраля 2021 года канал сменил название на «Суббота!» и переориентировался на женскую аудиторию от 18 до 45 лет. В сетке вещания представлены преимущественно культовые телесериалы («Сверхъестественное», «Зачарованные», «Дикий ангел», «Отчаянные домохозяйки» и др.) и реалити-шоу («Битва сватов», «Моё свадебное платье», «Снова 18», «Аферисты в сетях» и др.)
22 ноября 2021 года телеканал «Суббота!» анонсировал первый в мире ТВ-сериал в формате вертикальных роликов TikTok, снятый по мотивам бразильской мелодрамы «Во имя любви». Главных героев сыграли популярные блогеры и тиктокер Субботы! — Мария Ростовецкая.
В феврале 2022 года «Суббота!» провела первую в России презентацию в метавселенной Roblox — в ней представили сериал «Моя любимая Страшко» и специально записанный для него ремейк песни «Если в сердце живет любовь» певицы Mary Gu.

## Руководство

### Генеральные директора
- Рубен Оганесян (2018—2020)
- Николай Картозия (с октября 2020 года)[18]

### Генеральные продюсеры
- Эдуард Илоян, Виталий Шляппо, Алексей Троцюк, Денис Жалинский (2018—2020)
- Ксения Собчак (2019—2021)
- Максим Бандровский, Александр Жикаренцев (с 1 февраля 2021 года)

### Арт-директора
- Антон Шавкеро, Наталья Разуваева (2018—2021)
- Валерия (Лера) Шимчук (с 1 февраля 2021 года)

## Награды
- Золото PromaxBDA Asia в номинации «Best use of Digital»[19]
- Премия ТЭФИ 2019 для сериала «ИП Пирогова» в номинации «Дневной телевизионный сериал»[20].